# Sand Castle
Sand Castle (Castillos de arena) es una película dramática de guerra estadounidense de 2017 dirigida por Fernando Coimbra y escrita por Chris Roessner. 
La película está protagonizada por Nicholas Hoult, Henry Cavill, Logan Marshall-Green, Tommy Flanagan, Glen Powell, Beau Knapp y Neil Brown Jr.
Estrenada el 21 de abril de 2017 en Netflix .

## Argumento
Al comienzo de la Guerra de Irak de 2003 , el soldado Matt Ocre (Nicholas Hoult), un joven soldado de asuntos civiles de la Reserva del Ejército, golpea la puerta de un Humvee con la mano en un intento de ser enviado a casa. La narración revela que se alistó en julio de 2001 para conseguir dinero para la universidad. Algún tiempo después, se le ve con un yeso en el brazo, habiendo fracasado su intento. Le cortan el yeso justo a tiempo para ser enviado a Bagdad. Durante la batalla, Ocre ve a un francotirador y el sargento Dylan Chutsky (Glen Powell) solicita un ataque con helicóptero que destruye el edificio en el que se encuentra el francotirador.
Luego, la película avanza hasta algún tiempo después de la batalla, cuando el escuadrón de Ocre tiene la tarea de reparar un sistema de agua roto en la peligrosa aldea de Baqubah. Llegan al pueblo y se encuentran con una unidad de Fuerzas Especiales dirigida por el Capitán Syverson (Henry Cavill). Syverson les presenta a su intérprete y les explica que deben viajar a la estación de bombeo y llenar un camión cisterna con agua para llevarla de regreso a la aldea todos los días. En la estación, los ingenieros del ejército que trabajan en la bomba explican que tomará muchas semanas terminar las reparaciones, pero que las reparaciones serían mucho más rápidas si el Sargento Harper (Logan Marshall-Green) pudiera reclutar a algunos de los aldeanos para ayudar. De regreso al pueblo, informan a los lugareños que pagarán a cualquiera que se presente a trabajar a la mañana siguiente. Sin embargo, cuando llega la mañana, no hay nadie allí cuando están listos para partir. Como no llega mano de obra de la aldea, se ven obligados a ayudar ellos mismos a los ingenieros. Durante un viaje de regreso, se ve un vehículo acercándose detrás de ellos a gran velocidad. Detienen el vehículo e interrogan al conductor, pero descubren que lleva a su hija pequeña a otro pueblo para recibir medicinas. Durante otro viaje, son atacados por varios insurgentes con armas pequeñas, que disparan agujeros en el tanque. Al día siguiente, mientras reparten agua, estallan disparos. Se involucran en un tiroteo campal con varios enemigos disparando desde los tejados, durante el cual Chutsky muere.
Después de obtener finalmente ayuda de Kadeer (Navid Negahban), el administrador de la escuela local, que necesita desesperadamente agua para mantener la escuela abierta, comienzan a progresar mejor en la estación. Una mañana, ninguno de los iraquíes se presenta a trabajar y el equipo regresa al pueblo, donde encuentran el cuerpo del administrador quemado y atado a una estaca en el patio de la escuela. El hermano del administrador, Arif, le dice enojado a Syverson dónde se han estado reuniendo los insurgentes. Rápidamente se forma un plan para atacarlos esa noche. El ataque tiene éxito, mata a varios enemigos y captura a más, pero el cabo Enzo (Neil Brown Jr.) y el sargento Burton (Beau Knapp) resultan heridos y necesitan ser evacuados en helicóptero. Finalmente se reanudan los trabajos en la estación de bombeo y Arif trae un equipo de trabajadores locales. Sin embargo, poco después, la estación de bombeo es alcanzada por un artefacto explosivo improvisado traído por uno de los trabajadores en un atentado suicida, destruyendo todo el trabajo realizado por el grupo y matando a varios estadounidenses e iraquíes.
Ocre y Harper regresan a su base en Bagdad. Harper recibe tres semanas de licencia y le dicen a Ocre que se irá a casa. Ocre protesta, pero es anulado. Más tarde ese día, Harper y el sargento mayor MacGregor lo escoltan al aeródromo. Después de preguntarle a MacGregor (Tommy Flanagan) si es un hermoso día para la infantería y recibir una afirmación entusiasta, sube al avión.

## Elenco
- Nicholas Hoult es PVT Matt Ocre
- Logan Marshall-Green es SGT Harper
- Henry Cavill es CPT Syverson
- Glen Powell es SGT Chutsky
- Neil Brown Jr. es CPL Enzo
- Beau Knapp es SGT Burton
- Sammy Sheik es Machmoud
- Gonzalo Menéndez es Medico Haring
- Sam Spruell es 1LT Anthony
- Navid Negahban es Kadeer
- Tommy Flanagan es SGM McGregor

## Producción
El guion de Chris Roessner Sand Castle, basado en su propia experiencia como ametrallador en el Triángulo sunita de Irak.
El 13 de marzo de 2014, se anunció que Nicholas Hoult lideraría el elenco del drama sobre la guerra de Irak para interpretar el papel de Matt Ocre, un joven ametrallador.
La película sería producida por Mark Gordon a través de  la productora The Mark Gordon Company, que había comprado el guion.  El director comercial Seb Edwards fue contratado para dirigir la película centrada en el sargento Harper, líder de un pelotón, y uno de sus soldados, Ocre.
El 9 de mayo de 2014, la productora uMedia se incorporó para financiar la película y gestionar las ventas internacionales. Además. Toby Kebbell fue elegido para interpretar al sargento Harper.
El 8 de octubre de 2015, Henry Cavill se unió a la película interpretando al capitán Syverson,  que dirige la operación en la peligrosa aldea de Baqubah.
Fernando Coimbra,  iba a dirigir la película que Treehouse Pictures financiaría y produciría en su totalidad, mientras que otros productores serían Roessner, Gordon, Justin Nappi y Ben Pugh de 42. 
Voltage Pictures se hizo cargo de las ventas internacionales. El 9 de octubre de 2015, Beau Knapp se unió a la película para interpretar a un sargento que tiene que reparar un sistema de agua roto en la aldea.
En octubre de ese mismo año, Glen Powell fue elegido para la película para interpretar al sargento Falvy, un soldado tenaz. El 26 de octubre de 2015, The Hollywood Reporter confirmó que Logan Marshall-Green interpretaría su papel del sargento Harper, el líder de un pelotón.
El 29 de octubre del mismo año, Neil Brown Jr. se unió a la película para interpretar el papel de Enzo   y Tommy Flanagan fue elegido para el papel principal del sargento McGregor.
La fotografía principal de la película comenzó el 2 de noviembre de 2015.

## Estreno
En mayo de 2016, Netflix adquirió los derechos de distribución de la película. La película se estrenó el 21 de abril de 2017.